# 小島一宏 モーニングッド!
『小島一宏 モーニングッド！』（こじまかずひろ モーニングッド！）は、東海ラジオで2017年10月2日から2022年9月23日まで放送されていたラジオのニュース情報番組。

## 概要
これまでの『矢野きよ実の朝は矢野流』の放送枠を引き継ぎ、新しい平日朝のニュース情報番組として放送開始。
この番組では、「出勤前、出勤途中と皆が忙しい時間」である平日の朝に、「知りたい」あるいは「知っておくべき」ニュースや世の中の動きをパーソナリティの小島一宏が「さわやかに、分かりやすく、元気な語り口」で伝えるもので、政治からトレンドまで幅広く取り上げる。
なお、小島が東海ラジオの平日朝の時間帯を担当するのは、2002年4月1日から2010年4月2日まで放送された『小島一宏 モーニングあいランド』以来7年半ぶり。森も東海ラジオの朝ワイドにレギュラー出演歴がある（『源石和輝 モルゲン!!』2012年4月 - 2014年10月）。
2022年のナイターシーズンオフの番組改編に伴い、9月23日をもって放送終了することが発表された。

## 放送時間
- 平日 7:00 - 9:00

## 出演者

### パーソナリティ
- 小島一宏 - 前番組『小島一宏 一週間のごぶサタデー』（土曜朝ワイド）の終了に伴い、スライド。
  - 以前は番組パーソナリティ就任の前から常勤教員として勤務する大同大学で第1限目に講義を行うため、月曜日のみ8時20分頃に退席することがあった（2017年10月から2018年3月末まで、2018年9月24日より2019年3月まで[2]。ただし学休期間を除く）。
- 森由貴子 - 前番組『タクマのHAPPY TIMES!!』の終了に伴い、スライド。2018年10月より月曜日のみ小島の退席後に進行を担当していた。

#### ピンチヒッター
- 堀真理子 - 2018年4月16-20日[3]、10月29日-11月2日、2019年6月24-28日および2020年3月16-20日：森の休暇に伴う代演、2020年5月11・12日：森の体調不良に伴う休演のため。なお、2018年10月29日（月曜日）は小島の退席後の進行も担当した。
- 安蒜豊三（東海ラジオアナウンサー）：2019年1月9日、小島がインフルエンザにかかったことによる休演のため。『安蒜豊三 きょうもよろしく』から引き続き出演した。
- 井田勝也（東海ラジオアナウンサー）：2019年3月28・29日、小島の休暇による休演のため。後述の通り、過去にニュースデスクの代役として出演経験あり。
- 深谷里奈 - 2020年5月13-15日：森の体調不良に伴う休演のため。深谷は東海ラジオアナウンサーとして在職当時に『小島一宏 モーニングあいランド』に出演して以来、久しぶりに小島とコンビを組んだ。

2020年6月29日より7月末にかけて、森が頭部の手術による長期療養となるため、以下の曜日固定で代役の出演となる（神野は後続番組の『タクマ・神野のどーゆーふー』にも継続して出演）。
- 月・水曜：堀真理子
- 火曜：市野瀬瞳（元中京テレビアナウンサー）
- 木曜：深谷里奈
- 金曜：神野三枝

2022年8月25日、小島が体調不良のため休演。その後、新型コロナウイルス陽性が判明したため、以下の通り小島に代わり代演。
- 井田勝也（東海ラジオアナウンサー）：2022年8月25日
- 安蒜豊三（東海ラジオアナウンサー）：2022年8月26日
- 原光隆：2022年8月29日 - 未定

### コメンテーター
- 2021年11月現在。稀に担当曜日を入れ替えての出演あり。なお、新型コロナウイルス感染症対策のため、2020年4月13日より当面の間、電話での出演となる（稀にスタジオ出演）。
  - 月・水曜：飯尾歩（中日新聞論説委員、2021年10月までは月・金曜日出演）
  - 火：安藤明夫（中日新聞編集委員（2022年7月まで）・ジャーナリスト、2021年11月から2022年7月まで木曜日も出演）
  - 木曜：隔週交代（2022年8月 - ）
    - 第1・3週：伊東誠（中日新聞編集委員、2022年8月4日 - ）
    - 第2・4週：平岩勇司（中日新聞文化芸能部部長、2022年8月11日 - ）

  - 金曜：水島宏明（上智大学文学部新聞学科教授・ジャーナリスト、2021年11月5日- ）

#### ピンチヒッター
- 小野木昌弘（中日新聞論説委員） - レギュラーコメンテーター休演時に代演[6]。以前は『安蒜豊三 ニュースファイル』にレギュラー出演。

### 過去の出演者
- 原光隆（ニュースデスク、当時、東海ラジオアナウンサー）（2017年10月2日 - 2018年9月28日）
  - 直前番組『原光隆 はやバン！』から引き続き出演。また、前番組『…朝は矢野流』から出演続投。2018年10月改編で『…はやバン！』終了と共に日曜午後枠の『原光隆 歌謡曲主義』などが放送開始となるため、9月28日放送分をもって降板。なお、原の降板後は「ニュースデスク」は設けられていない。
  - コーナー「モーニングッド・キャッチ！」を担当するとともに、番組開始からの半年（2017年10月から2018年3月末まで）は、月曜日のみ8時20分以降は原が森と共に進行を担当した（原の最終出演週の月曜だった2018年9月24日も同様に進行を担当した）。
  - 2018年8月20日から25日まで、小島の夏季休暇中の代理として進行を担当[7]、また同年9月6日は小島が大学の所用により欠席したため、代理として進行を担当。
  - 2018年9月17日、小島と森が9時からの『東海ラジオ大感謝祭』が行われたオアシス21の特設ステージの生出演に間に合わせるため、8時25分頃に揃って退席。代わって原が単独で進行を担当。
  - レギュラー降板後の2019年1月10・11日、小島のインフルエンザによる休演のため、同年3月25 - 27日、小島の休暇による休演のため、ピンチヒッターとして代演。
  - 同じく2019年9月2 - 6日、小島の休暇による休演のため、ピンチヒッターとして代演。なお、原は前月26日に60歳となり東海ラジオを定年退職。フリー転向後の代演となった。その後、2020年3月23 - 27日も小島の休暇に伴い、代演。
  - 2022年8月29日より、小島の新型コロナウイルス陽性による休演のため、小島の療養期間終了までピンチヒッターとして代演。
  - なお、レギュラー降板後も事前収録の形で「はぴねすくらぶラジオショッピング」の進行役として出演している。
- 井上純（水曜コメンテーター、中日新聞論説委員）（2017年10月4日 - 2021年10月27日）
- 加藤直人（木曜コメンテーター、中日新聞論説委員）（2017年10月5日 - 2021年10月28日）

#### ニュースデスクの代役
- 井田勝也（東海ラジオアナウンサー） - 2018年8月27 - 29日、原の夏季休暇に伴い「モーニングッド・キャッチ！」を担当。直前番組の「はやバン！」も担当。
- 村上和宏（東海ラジオアナウンサー） - 2018年8月30・31日、同上。

## コーナー
- ニュースフラッシュ
- 今日のピックアップ：NRN(ニッポン放送系)のお早うネットワーク（東海ラジオでは企画ネット番組扱い・スポンサーCMのみ）。
- モーニング・ライン：各分野の専門家と電話をつなぎ、その分野での気になる話題について聞く。ただし、月曜日は日刊工業新聞名古屋支社スタッフが、同新聞の紙面から注目の記事を紹介する内容に差し替えられている。
  - 火曜日：高橋義雄（筑波大学準教授、専門：スポーツ）
  - 水曜日：内田俊宏（中京大学経済研究所研究員、専門：経済）
  - 木曜日：久江雅彦（共同通信論説委員、専門：政治）
    - 番組開始から2020年9月10日までは、柿崎明二（共同通信論説委員）がレギュラー出演していた。

  - 金曜日：理央周（関西学院大学経営戦略研究科准教授、専門：マーケティング・流通）
    - 番組開始から2018年3月までは、金曜日担当のマーケティング・流通の有識者として大崎孝徳（名城大学教授）がレギュラー出演していた。

  - 高橋・内田・柿崎および日刊工業新聞スタッフは前番組「矢野きよ実の朝は矢野流」のコーナー「もしもし、矢野ですけど」から引き続き出演。
- はぴねすくらぶラジオショッピング
- 今日のひとりごと
- 朝イチドラゴンズ：東海ラジオと中日ドラゴンズとのオフィシャル・スポンサー契約締結により「ドラゴンズ ステーション」として、全ての自社制作ワイド番組でドラゴンズの情報を取り上げることに伴い、コーナー新設。前日のドラゴンズの試合のハイライトの振返りのほか、各スポーツ紙の紙面から注目のドラゴンズの話題を取り上げる[8]。
- コメンテーターズ・コラム：コメンテーターが重要だと考えるニュース・事件などを取り上げる。
- モーニングッド・キャッチ！：様々なニュースに対してリスナーからのメール・FAXを紹介し「皆さんの声」を"キャッチ"するコーナー。2017年10月から2018年9月まではニュースデスクの原が"キャッチ"したトピック・話題を紹介するコーナーだった。
- モーニングッド・カルチャー！：カルチャー・教養関係。著名人のインタビューのほか、中日文化センター講師によるテーマを設けた解説となっている。

## 箱番組
★は前番組『…朝は矢野流』より内包継続した番組。
- 下川みくにの今日は何の日?★ - 7時35分頃、提供:中部電力
2020年3月までは「下川みくにのがんばれエコリーマン!」として放送。不定期に中部電力の施設の見学レポートも放送する。
- SUZUKIハッピーモーニング 羽田美智子のいってらっしゃい★ - 7時47分頃、提供:スズキ[9]
ニッポン放送制作、NRN加盟各局ネット。
- ジャパネットたかたラジオショッピング（2019年10月-） - 火・木曜8時台
以前は『タクマ・神野のどーゆーふー』内で2回放送されていた同コーナーの1回分を当番組内へ移設内包。
- 武田鉄矢・今朝の三枚おろし - 8時47分頃
文化放送制作
『タクマのHAPPY TIMES!!』内包から放送時間枠移動。

### 過去の箱番組
- 東海・東南海・南海大地震 どうなる？どうする！（金曜日を除く）★
大地震などの災害に備えて、東日本大震災をはじめとする具体的な事例などを交えて、身や命を守るための様々な情報を伝えるコーナー。2018年4月より「原光隆 はやバン！」（現在は「安蒜豊三 きょうもよろしく」）へ枠移動。
- はくばく健康タイム 元気のみなもトーク（2018年4月-9月） - 8時40分頃、提供:はくばく
ニッポン放送制作『垣花正 あなたとハッピー！』内箱番組、NRN加盟各局ネット。

### 放送事故
- 2019年4月24日（水曜日）、「はくばく健康タイム 元気のみなもトーク」を放送する際に、誤って翌々日の金曜日の放送分を放送してしまう事故が発生。改めて、9:00-05の時間帯に当日分の放送を流した影響で、後続番組の『タクマ・神野のどーゆーふー』が5分繰り下げてのスタートする措置をとった。